# 刘建生
刘建生（1972年2月7日—），是一名已经退役的中国足球守门员，不过他比较出名的则是与假球、兴奋剂及吸毒的关系，成为中国足球界比较敏感的一个话题。
1998年，刘建生效力的辽宁队在甲B联赛优势非常明显，最终提前锁定升级名额。但是此时就有其它俱乐部在甲B联赛最后阶段收买刘建生打假球的报道，最终辽宁与成都的比赛被中国足协裁定为消极比赛，处罚了相关教练。2000年，刘建生转会上海申花，接替刚刚转会离开的国门区楚良，在主力门将的竞争中领先于虞伟亮。但是不久后刘建生却突然再无出场机会，赛季结束后即被申花转卖回辽宁，作为曲圣卿转会的交换筹码之一。
此后刘建生在辽宁仍然有过非常出色的赛季表现。但是2004年，他又被查出服用了兴奋剂，被中国足协禁赛三年，由于当时已经32岁，实际上只能被迫退役。
2006年，已经离开足坛一段时间的刘建生突然被沈阳警方逮捕，原因是涉嫌吸毒、藏毒等。